# 四位笙子
四位 笙子（しい しょうこ、1987年〈昭和62年〉4月29日 - ）は、鹿児島県在住の日本のフリータレント、司会者。17ライバーとしても活躍中。

## 概要
鹿児島県薩摩郡さつま町求名（旧薩摩町）出身。「さつま観光夢大使」を務める
血液型：B型。
身長：161cm、体重：45kg。
愛称：「しいちゃん」「かぐや姫」(竹から生まれた子と書いて笙子だから)。
学歴：さつま町立求名小学校→鹿児島市立甲南中学校→鹿児島県立鶴丸高等学校→鹿児島大学法文学部卒業
資格：鹿児島シニアマスター・温泉ソムリエ・整理収納アドバイザー2級・販売士検定3級。
職歴：大手保険会社→MBCラジオ「ポニーメイツ」ポニー (ラジオカー)→ミエルカ「薩摩こんしぇるじゅ。」初代メンバー・歴史&観光まち歩きガイド・ステージ司会→フリータレントとして独立起業
現在の職業:リポーター・司会者・スチールモデル。
OFFICE SHOKOLA代表。

### 略歴
- 2013年：MBCラジオレポーター「ポニーメイツ」ポニー (ラジオカー)として県内各地よりラジオ中継リポートを務める
- 2014年：「薩摩こんしぇるじゅ。」として歴史・観光まち歩きをガイド[5][4]
- 2016年
  - 「さつま観光夢大使」就任
  - 都城BTV『天然うまうま』レポーター
- 2017年
  - 「バッハとピカソPRアンバサダー」就任
  - 本場大島紬クイーン[6]
  - ＪＩＦ九州インバウンド連合会公式アンバサダー
- 2018年：さつま町夏祭り“熱笑祭”MC[7]
- 2019年
  - トレハン九州公式アンバサダー　
  - ロイヤルホームCM出演[1]
  - さつま町夏祭り“熱勝祭”平成会場MC[2]

### 人物
- 人前で話すことが苦手だった自分を変えたいと、たまたま募集していたラジオリポーターに応募したことがきっかけで話す仕事に就く。
- 「薩摩こんしぇるじゅ。」として歴史、文化、人、自然、食が豊かな鹿児島の魅力を改めて実感。
- 竹から生まれた子と書く「笙子」という名前から、現世の「かぐや姫」として故郷であるさつま町をPRすることが宿命だと語る。
- 結婚する男性の条件は「絶対に鹿児島在住者」
- 大河ドラマ「西郷どん」ではお由羅の侍女役として演技にも挑戦。「芯を持って何でもチャレンジする」がモットー。